# Fritz Klingenbeck
Fritz Klingenbeck  (* 22. April 1904 in Brünn, Mähren; † 19. Oktober 1990 in Wien) war ein österreichischer Theaterleiter, Regisseur, Solotänzer, Ballettmeister und Autor.

## Leben
Klingenbecks Vorfahren waren über 200 Jahre Förster, sein Vater Cornelius Klingenbeck jedoch ein Laborassistent, der mit Marie, geb. Scholze verheiratet war. Klingenbeck selbst arbeitete acht Jahre als kaufmännischer Angestellter und Prokurist bei einem nordböhmischen Industriekonzern, ehe er sich entschied, seiner Neigung zur Kunst zu folgen. Er besuchte Malschulen in Dresden und Wien und studierte dann Tanz in Émile Jaques-Dalcrozes Bildungsanstalt für Musik und Rhythmus in Hellerau bei Dresden und am Choreographischen Institut Rudolf von Labans in Berlin. Von 1927 bis 1929 war er persönlicher Mitarbeiter Labans und Solotänzer bei dessen Kammertanzbühne in Berlin. Labans Ruhm hatte sich durch seine tanzschriftstellerische Tätigkeit geweitet, und seine Suche nach einer Schrift, die den Tanz wissenschaftlich verfügbar machen sollte, mündete in der „Kinetographie“. Die Verwendung sowie der Unterricht dieser Schrift, die im angloamerikanischen Raum den Namen „Labanotation“ erhielt und erstmals in der Zeitschrift Schrifttanz der Universal Edition gedruckt wurde, fielen dann aber unter nationalsozialistisches Verbot.
Klingenbeck, der zwar ebenso wie Albrecht Knust, Gertrud Snell und Alfred Schlee an Labans Entwicklung der Notation Anteil hatte,
behauptete später, er sei es gewesen, der 1927  für Rudolf Laban „das Ei des Kolumbus“, die von jenem ersehnte Tanznotierung, die „Kinetographie“, erfunden habe, jedoch widersprechen dem sowohl Labans als auch Knusts Darstellungen.
Engagements Klingenbecks als Tänzer und als  Ballettmeister in Berlin, Prag und von 1929 bis 1938 in Wien folgten, wobei auch mehrere Ballett-Choreographien entstanden, eine Tätigkeit, die 1940 in der Uraufführung seines Textes für das Schäferballett Daphnis und Chloe mit der Musik von Karl Hudez (1904–1995) durch die Ballettkompanie der Wiener Volksoper gipfeln sollte, ein Ballett, das aber trotz etlicher späterer Aufführungen etwa bei den Bregenzer Festspielen oder in der Grazer Oper im Schatten des gleichnamigen Fokine-Balletts von 1912 zu Maurice Ravels Musik blieb. Klingenbeck aber wandte sich auch dem Theater allgemein zu und studierte Schauspielregie am Wiener Max-Reinhardt-Seminar, wo er ab 1934 auch als „Labans Wiener Sprachrohr“ die Fächer Gymnastik und Tanz bis 1939 unterrichtete.
Als Bewegungsregisseur wirkte Klingenbeck am Burgtheater, am Theater in der Josefstadt, am Deutschen Volkstheater, an der Wiener Scala und an den Kammerspielen sowie im Sommer 1930 und 1931 auch bei den Festspielen in Bayreuth. Für Berliner, Breslauer und Wiener Zeitungen war er in dieser Zeit auch journalistisch tätig.
Obwohl er infolge seiner Mitarbeit an Rudolf von Labans verbotener Tanzlehre in kulturpolitischer Hinsicht vom NS-Regime keineswegs völlig unbeachtet geblieben war, wurde er nach dem Anschluss und dem Verschwinden des Namens „Österreich“ 1939 Intendant der Gaubühne Niederdonau in Baden bei Wien, wo ihm allerdings NS-„Reichsdramaturg“ Rainer Schlösser (1899–1945) allzu viel dreinredete. Als er deshalb von Baden wegstrebte, wurde ihm 1942–44 die Intendanz des „Deutschen Stadttheaters Brünn“ übertragen, damit er mitwirke, dass dort wie in an den anderen Bühnen des Protektorats Böhmen und Mähren das Kulturleben „germanisiert und nazifiziert“ werde.
Von 1948 bis 1955 leitete Klingenbeck nach Kurt Kaiser die „Vorarlberger Landesbühne“ (heute Vorarlberger Landestheater) in Bregenz, mit der er nahezu 30 Städte und Orte Vorarlbergs bespielte. Seinem Wirken verdankt das Theater seinen guten Ruf über die Vorarlberger Landesgrenzen hinaus. Zusätzlich hatte er 1951–52 auch die Leitung der Bregenzer Festspiele inne.
Dann folgten Intendanzen in Klagenfurt von 1955 bis 1957 und in Salzburgvon 1957-1962, wo es am Landestheater „damals noch erstklassige Opern- und Theateraufführungen“'gab: „Man spielte […] zur Eröffnung der Spielzeit im September unter dem neuen Leiter Fritz Klingenbeck „Wiener Blut“ von Johann Strauß.“ Am Salzburger Landestheater wagte es Klingenbeck im Jahr 1960 aber auch, nach dem langen Brecht-Boykott in Österreich und vor allem nach dem Skandal um die Verleihung der österreichischen Staatsbürgerschaft an Bertolt Brecht am 12. April 1950 durch den Salzburger Landeshauptmann und den damit im Zusammenhang gestandenen Ausschluss Gottfried von Einems aus dem Festspieldirektorium Brechts  Guten Menschen von Sezuan aufzuführen.
1961 wurde er der erste Direktor des vor dem Abbruch bewahrten und zu neuem Leben erweckten Theaters an der Wien, das er mit Gastspielen zu füllen hatte.

„Losgelöst vom Verwaltungsapparat der Stadt wird das Haus als Betriebsgesellschaft mbH. Bei weit gehender Dispositionsfreiheit beider Geschäftsführer verwaltet werden. Es besteht nicht die Absicht, für das Theater ein eigenes Ensemble zu schaffen. Als Vermietungsobjekt steht das Haus vorwiegend für Veranstaltungen der Wiener Festwochen, für das Sommerprogramm und zu einem Drittel des Jahres für Aufführungen der Bundestheater zur Verfügung. Über das Ausmaß der Benützung durch das "Theater der Jugend" wird noch beraten. Prof. Klingenbeck sieht seine Aufgabe vorerst darin, die bereits sehr zahlreichen Interessenten mit ihren Terminwünschen zu koordinieren. An die Direktion werden bereits laufend Anträge aus dem In- und Ausland gestellt, darunter auch schon Wünsche für die Saison 1965. Bis jetzt sind dem Theater schon rund 30 Gastspiele von namhaften Ensembles des Auslandes angeboten worden.“

Klingenbecks Vertrag wurde 1965 gelöst, nachdem er erklärt hatte, das Haus nicht länger unter den gewünschten Bedingungen, ohne eigenes Ensemble und eigenes Repertoire führen zu können.
Eine letzte Leitungsfunktion, jedoch nicht mehr in künstlerischer Hinsicht, hatte Klingenbeck danach neun Jahre als Verwaltungsdirektor bzw. in den letzten beiden Jahren als Prokurist am Wiener Theater in der Josefstadt inne.
Klingenbeck erhielt den Berufstitel Professor durch den österreichischen Bundespräsidenten und außerdem eine Max-Reinhardt-Medaille des Landes Salzburg.

## Theaterintendanzen
- 1939–1942  Gaubühne Niederdonau in Baden bei Wien
- 1942–1944  Deutsches Stadttheater Brünn
- 1948–1955  Vorarlberger Landestheater
- 1951–1952  Bregenzer Festspiele
- 1955–1957  Stadttheater Klagenfurt
- 1957–1962  Salzburger Landestheater
- 1962–1965  Theater an der Wien
- 1970–1979  Theater in der Josefstadt (Verwaltungsdirektor bzw. Prokurist)

## Publikationen
- Technik und Form. In: Schrifttanz 3,2 (1930), S. 21f.
- Fünf Jahre Reinhardt-Seminar. In: Wiener Musik- und Theaterzeitung. II. Jg. 1934. Heft 8. Wien / Berlin / New York / Bristol 1934.
- Die Tänzerin Rosalia Chladek.  L.J. Veen, F. Leo, Amsterdam, Wien 1936
- Unsterblicher Walzer / Die Geschichte des deutschen Nationaltanzes. Wilhelm Frick, Wien 1940
- Lasst Blumen sprechen.  Wilhelm Frick Verlag, Wien, 1942.
- Das Walzerbuch. Historisches und Bezauberndes vom Wiener Walzer.[19] Wilhelm Frick, Wien 1952.
- 5 Jahre Landestheater Salzburg. 1957-1962. Landestheater Salzburg, Salzburg 1962
- In neuem Glanz: das Theater an der Wien. Lebenslauf einer Bühne 1801 bis heute. Bergland Verlag, Bergland Verlag, Graz-Wien-Salzburg 1963
- Die Zauberflöte. Eine grosse Oper in 2 Akten, von Emanuel Schikaneder. Musik von Wolfgang Amadé Mozart.  Koska, Wien 1966.
- Stille Nacht, heilige Nacht. das Weihnachtslied der Welt. Bergland Verlag, Graz-Wien-Salzburg 1968
- Max Reinhardts Theater in der Josefstadt. Eines der schönsten Theater der Welt. Residenz Verlag, Salzburg 1973
- Begegnungen mit Rudolf von Laban. In: Josef Mayerhöfer (Hrsg.): Tanz 20. Jahrhundert in Wien. Ausstellungskatalog, Wien 1979
- What Should one Write Down and What not.  In:  Valerie Monthland Preston-Dunlop, Susanne Lahusen (Hrsg.):  Schrifttanz: A View of German Dance in the Weimar Republic. Dance Books, 1990 ISBN 1-85273-016-1, S. 39ff.
- Daphnis und Chloe. Ein Schäferballett. Musik: Karl Hudez, Schott Music, Mainz und Universal Edition, Wien 2001, Uraufführung Wiener Volksoper 1940